# Karel Bedřich z Fürstenbergu-Weitry
Karel Bedřich Josef Maximilian August z Fürstenbergu-Weitry (německy Carl Friedrich Joseph Maximilian August von Fürstenberg-Weitra, 24. dubna 1751, Ludwigsburg – 1. července 1814, Valašské Meziříčí) byl německo-český šlechtic lankrabě z Fürstenbergu-Weitry v Dolním Rakousku.

## Život

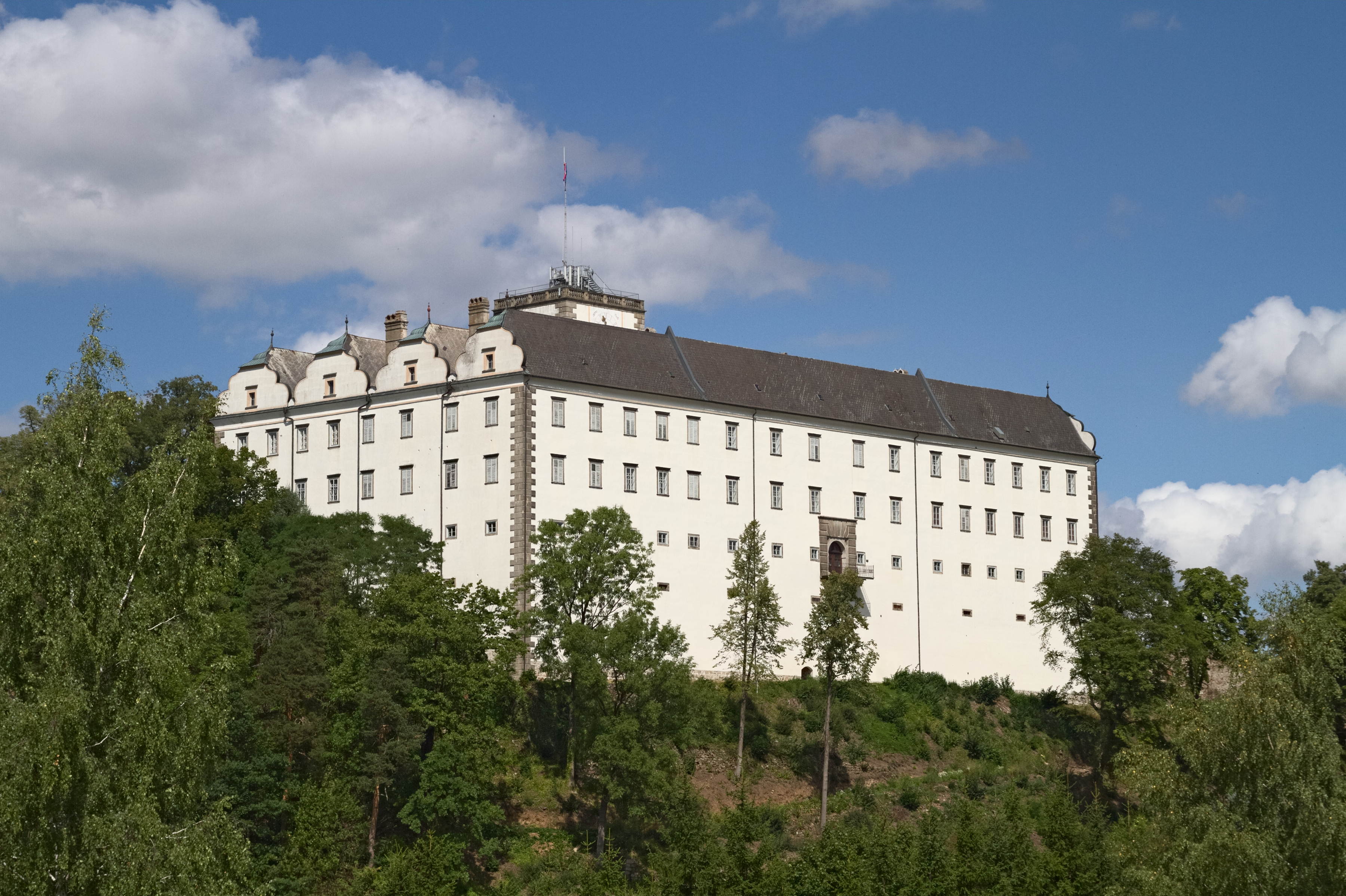
Zámek Weitra

Narodil se jako syn lankraběte Ludvíka Augusta Egona z Fürstenbergu-Stühlingenu-Weitry (1705–1759) a jeho manželky hraběnky Marie Anny Josefy Terezie Walburgy Fuggerové z Kirchberg-Weissenhornu (1719–1784), vdovy po hraběti Janu Karlovi z Oettingen-Wallersteinu (1715–1744), dcery Maxmiliána Josefa Fuggera z Kirchberg-Weissenhornu (1677–1751) a jeho druhé manželky hraběnky Marie Judity z Töring-Yettenbachu (1690–1755). Měl staršího bratra lankraběte Jáchym Egona z Fürstenbergu-Weitry (1749–1828).

## Manželství a rodina
Karel Bedřich z Fürstenbergu byl třikrát ženat:
1) Od 20. února 1776 s hraběnkou Marií Josefou Annou Teklou ze Schallenbergu (8. srpna 1748 – 10. června 1783, Linec), vdovou po hraběti Michaelu Gundakarovi z Althannu (1722–1773), dcerou hraběte Leopolda Kryštofa ze Schallenbergu a Marie Konstancie z Gilais. Z manželství se narodily tři děti: 
- Josef Bedřich František de Paula Vincenc z Fürstenbergu-Weitry (4. září 1777 – 19. září 1840), lankrabě z Fürstenbergu-Weitry, ženatý 1804 s hraběnkou Šarlotou ze Schlabrendorffu (12. ledna 1787 – 1864); neměli děti
- Konstancie Leopoldina Františka (7. dubna 1780 – 24. února 1819), provdaná v roce 1800 za hraběte Františka Kajetána Chorinského z Ledské († 1. září 1840)
- Frederika Ladislava (27. července 1781, Wels – 11. července 1858, Brno), provdaná 15. ledna 1816 v Brně za prince Karla Gustava Viléma z Hohenlohe-Langenburgu (29. srpna 1777 – 26. června 1866)

2) od 12. května 1784 s hraběnkou Johanou ze Žerotína-Lilgenau (12. února 1771 – 20. listopadu 1785), dcerou hraběte Josefa Karla ze Žerotína (1728–1818) a hraběnky Marie Johany ze Schratenbachu 1818). Manželství bylo bezdětné. 
3) od 12. května 1787 s hraběnkou Marií Josefou ze Žerotína-Lilgenau (11. února 1771 – 5. dubna 1857), dcerou hraběte Ludvíka Antonína ze Žerotína (1723–1808) a jeho první manželky hraběnky Karolíny Podstatské z Lichtenštejna (1738– 1784). Měli několik dětí:   
- Ferdinand Ludvík (*/† 20. dubna 1789)
- Ludvík Karel Josef František (17. září 1790 – 25. září 1813, zavražděn v Drážďanech)
- Marie Filipína Neria Judita (15. ledna 1792 – 18. července 1863), provdaná 10. dubna 1817 za hraběte Jana Josefa ze Schafgotsche (17. září 1794 – 17. ledna/října 1874, Brno)
- Bedřich Michael Jan Josef (29. září 1793 – 22. května 1866)
- Johana Karolína (3. listopadu 1795 – 30. května 1845), řádová sestra
- Marie Terezie (11. listopadu 1800 – 19. listopadu 1800)
- Adéla (21. května 1812, Brno – 17. 8. 1874, Opatovice), provdaná 1830 v Brně za hraběte Jana Jindřicha z Herbersteinu (12. 6. 1804 – 1. září 1881)